# Дворац Подјебради
 Дворац Подјебради  је велика доминантна грађевина бањског градића Подјебради која је настала градњом и преградњом грађевине коју је подигао Отакар II Пшемисл велики владар и данас је део градске споменичке зоне

## Историја
Место где се налази дворац било је настањено још у време праисторије.
Грађевина је ту постављена од године 1108. када је владар Пшемисл Отакар II саградио водени дворац о чијој егзистенцији постоје извори из 1268. године. Дворац је мењао власнике и био је нападан и од стране хусита. У доба 1495. – 1840. је замак припадао краљевима и царевима и био је постепено изграђиван у виду дворца. Данашњи лик има из година 1723. – 1780. након барокне преградње. Године 184. – 1884. био је у власништву барона из Сини а после све до Првог светског рата у власништву Хохенлохових да би почело њиме да управља бањско акционарско друштво града.
Данас је у дворцу музеј, хотелска школа, устав за припрему језика за иностране студенте Карловског универзитета.

## Интересантности
- Дворац је родно место чешког краља Јиржи Подјебрадског
- 1905. године је један од гостију помоћу прутића тражио прамен воде и допомогао стварању Подјебрадске бање.
- Дворац је записан у списак културних споменика у Чешкој